# KBS第3广播 (1980年)
KBS第3广播（朝鲜语：KBS 제3라디오）是韩国放送公社的一个曾经存在的广播频道，前身是东洋广播公司下属的广播频道。

## 历史
- 1980年11月，在言論統廢合背景及东洋广播公司被兼并情况下，成立。
- 1981年2月，在济州特别自治道、春川市、清州市和大田广域市构建广播网络。
- 1981年3月7日，开始播放广告。
- 1981年9月7日，频道停播，并入至KBS第2广播。

### 关联项目
- KBS第3广播——韩国放送公社成立于2000年的广播